# Sauris nusta
Sauris nusta là một loài bướm đêm trong họ Geometridae.